# リトル・ルル
『リトル・ルル』（原題：Little Lulu）は、マージョリー・ヘンダーソンの短編コミック。

## 概要
1935年に発表されたコミックであり、サタデー・イブニング・ポストという新聞に長期にわたり連載され、世界的人気キャラクターとなり1943年にフェイマス・スタジオ制作で最初のアニメ化がなされた。日本では『スパンキー（Hunky and Spunky）』、『ジャスパー（Puppetoons Presents: Jasper）』、『かかしちゃん（不明）』という短編作品も一緒につめこんだ『陽気なルルちゃん』という番組が1970年代から1980年代まで地方局で夕方、早朝に30分番組として放送された。

## 映像化
- 陽気なルルちゃん(1943-1947)
- リトル・ルルとちっちゃい仲間（1976–77）日本でリメイク
- リトル・ルル・ショー（The Little Lulu Show）（1995）
- The Big Hex of Little Lulu（1981）実写ドラマ版

## 陽気なルルちゃん

1947年の短編作品「A Bout with a Trout（邦題不明）」

### 声優
- ルル - 不明
- ルルのおばさん - 不明
- その他 - 峰あつ子

### サブタイトル
日本での邦題は不明（ビデオマーケット配信分を除く）。
| 邦題 (VDM配信分) ※字幕版 | 原題                     | 米国公開日     |
| ------------------------ | ------------------------ | -------------- |
|                          | Eggs Don't Bounce        | 1943年12月14日 |
|                          | Hullaba-Lulu             | 1944年2月25日  |
|                          | Lulu Gets the Birdie     | 1944年3月31日  |
|                          | Lulu in Hollywood        | 1944年5月19日  |
|                          | Lucky Lulu               | 1944年6月30日  |
|                          | It's Nifty to Be Thrifty | 1944年8月18日  |
|                          | I'm Just Curious         | 1944年9月8日   |
|                          | Lulu's Indoor Outing     | 1944年9月29日  |
|                          | Lulu at the Zoo          | 1944年11月17日 |
|                          | Lulu's Birthday Party    | 1944年12月1日  |
|                          | Magica-Lulu              | 1945年3月2日   |
|                          | Beau Ties                | 1945年4月20日  |
|                          | Daffydilly Daddy         | 1945年5月25日  |
|                          | Snap Happy               | 1945年6月22日  |
|                          | Man's Pest Friend        | 1945年12月7日  |
|                          | Bargain Counter Attack   | 1946年1月11日  |
|                          | Bored of Education       | 1946年3月1日   |
| ひよ子を狙うヤツ         | Chick and Double Chick   | 1946年8月16日  |
|                          | Musica-Lulu              | 1947年1月24日  |
|                          | A Scout with the Gout    | 1947年3月24日  |
|                          | Loose in a Caboose       | 1947年5月23日  |
| ゴルフキャディ           | Cad and Caddy            | 1947年7月18日  |
|                          | A Bout with a Trout      | 1947年10月30日 |
|                          | Super Lulu               | 1947年11月21日 |
|                          | The Baby Sitter          | 1947年12月12日 |
| ドッグショウ騒動         | The Dog Show-Off         | 1948年1月30日  |

パラマウント・スタジオとフェイマス・スタジオは、1960年代に本作の新しい短編作品「Alvin's Solo Flight」（ノベル・トゥーン製作）と「Alvin's Solo Flight」（ノベル・トゥーンの短編作品）と「Frog's Legs」（コミック・キングの短編作品）を制作。セシル・ロイはルル役を再演したが、アーノルド・スタングは、ハンナ・バーベラ作品のトップキャット（どら猫大将）でトップキャットの声を演じていたため、タビー役を再演することは無かった。
| サブタイトル | 原題                | 米国公開日 |
| ------------ | ------------------- | ---------- |
|              | Alvin's Solo Flight | 1961年4月  |
|              | Frog's Legs         | 1962年4月  |

## リトル・ルル・ショー
『リトル・ルル・ショー』（原題：The Little Lulu Show）は、1995年にカナダとアメリカで製作されたアニメであり、日本では2001年1月3日から2003年までカートゥーン ネットワークで放送された。

### 声優
- ルル・モペット：本井えみ
- タビー・トンプキンス：朝倉栄介
- アニー：後藤邑子
- イギー：前田ゆきえ
- グロリア：黒河奈美
- ウィルバー：水島大宙
- ルルのママ、ウィリー：山門久美
- ルルのパパ：木村雅史
- アルヴィン：あおきさやか
- 役名なし：隈本吉成、丸山純路

### エピソード
原題の追加・修正を求む。
| 話数 | サブタイトル                                                                                     | 原題                                                                              |
| ---- | ------------------------------------------------------------------------------------------------ | --------------------------------------------------------------------------------- |
| 1    | 大砲トリックスパゲティー 早食い競争アッとおどろく アートピン・ポン・パーン発明! フサフサ薬       | Boy Cannon Ball?The Old Master?Hairy Day                                          |
| 2    | ポップコーン泥棒消える ポップ・キャンディールルは スーパーガール気をつけ ナイト!ルル、 空を飛ぶ? | The Popcorn Thief?The Little TornadoLocked OutShe Flies Through the Air           |
| 3    | タイニー・トッズ・シロップ困ったマットサンタを捕まえろ!ビックリ・ヘアー？ブタの貯金箱を 守れ!    | Tiny Tot's Syrup?The Night Before Christmas?The Piggy Bank Guard                  |
| 4    | 火星に行こう!やっぱり 木の上が好き消えた たいこのなぞ赤ちゃんの せんたく?ヒーローはだれ?         | Space KidsUp a TreeThe Case of the Disappearing DrumAlvinsittingFrom Hero to Zero |
| 5    | どれが名画?枯葉の おそうじプレゼントは なーに?ビックリ箱で ビックリ探偵物語                      | ?Lulu in the BoxThe Detective Story                                               |
| 6    | パパは カツラ泥棒?種は困っタネカエルで大騒ぎルルは 優しい女の子?秘密基地の 引っ越し              |                                                                                   |
| 7    | コウノトリに お願いお散歩は 大変ガール・パワー 大爆発!天才画家 アルヴィンタビーのお人形          |                                                                                   |
| 8    | パパの タキシード魔女になった ルルルルは フットボール・スター雨の日の かくれんぼ幽霊にドッキリ   | Tuxedo TangoWitching Hour?The Football StarHide & Seek?                           |
| 9    | グロリアは モテモテ?バナナエードは えーど?閉め出されちゃった!図書館で宝探し?チューには注意?      | ?Banana-ade?                                                                      |
| 10   | 珍しい プレゼント?遊べる 風船ガム枯れ葉で 金もうけ?ブランコ・ ランチルルが 引っ越しちゃう?       |                                                                                   |
| 11   | ツリーをさがそう大きい 靴下はどれ?サンタの 雪だるま?サンタさんの マットどっちの プレゼント?      |                                                                                   |
| 12   | 消えた宝石ルル式 おそうじケンカは だめよ病気は どっち?オバケの木                                 |                                                                                   |
| 13   | ルルの バレンタインルルだけの ベンチ新しい お友達フラミンゴっこうるさい バイオリ                 |                                                                                   |
| 14   | 七面鳥を 捕まえろおやすみ アルヴィンビーチで 宝さがしおしゃべりな風おつかいに 行こう             |                                                                                   |
| 15   | アルビンの お守りネコの帽子?マネキンになった ルル野球が見たい!ハットして グッド?                 |                                                                                   |
| 16   | タビーが 刑務所に?楽な散歩だ ワン!風船をうばえ!星を捕まえようガイコツ そうどう                   |                                                                                   |
| 17   | ドロボーを やっつけろ何か飛んでる?かげのシャーリールルは 帽子かけ?ワンちゃんをすくえ!            |                                                                                   |
| 18   | ブギーマン物語縄跳びは おまかせタトゥーで キメよう!お勉強大好き?ミミは人気者                     |                                                                                   |
| 19   | ランスロットのよろいいたずらっ子 アルヴィンいい子はだあれ?タッチダウン 成功!ベイビー・ボーイズ   |                                                                                   |
| 20   | ポテト・キッズ魚は釣れたかな?腹話術師タビー豪華なデート?ウサギはアイドル                         |                                                                                   |
| 21   | ユーレイは コワイ!ルルだけの ベンチ（R）パパの おまもりフラミンゴっこ（R）ホントに リトル・ルル  |                                                                                   |
| 22   | きょうりゅうの タマゴネコの帽子?（R）ゆうれい アカデミー野球が見たい!（R）消えた 香水のなぞ      |                                                                                   |
| 23   | 原始人あらわる?何か飛んでる?（R）ホイッスル、する?ルルは 帽子かけ?（R）ゾウに のるゾー!          |                                                                                   |
| 24   | バード・アタック!縄跳びは おまかせ（R） お魚に 釣られちゃった!お勉強大好き?（R）お掃除大作戦     |                                                                                   |
| 25   | 世紀の大発見?子供じゃ ないもん! タビーはお客様いたずら ワンちゃんモンスターが 出たぞ!            |                                                                                   |
| 26   | 楽しい停電キスはいや!マナーを守ろう!ズルしちゃダメ!ルルは ヒーロー?                              |                                                                                   |

## 日本語版制作スタッフ
- 翻訳 - 野口尊子[5]
- 演出 - 佐々木由香
- 日本語版制作 - 東北新社、カートゥーンネットワーク